# Gastrointestinal blødning
Gastrointestinal blødning (af græsk gastro- mave, og af latin intestinalis tarm) er en sygdomstilstand, hvor der er blødning fra mavetarmkanalen.

## Definitioner
- Øvre gastrointestinal blødning omfatter blødning fra mundhulen (caviats oris) til og med tolvfingertarmen (duodenum).
- Nedre gastrointestinal blødning omfatter blødning fra hungertarmen (jejunum) til og med anus.
- Hæmatemese betyder blodopkast og kan være friskt rødt, brunligt eller kaffegrumslignende.
- Melæna er en klistret tjæreagtig sort afføring.
- Hæmatokesi er frisk rød blødning fra endetarmen.
- Okkult blødning er en ikke-synlig blødning, der kun kan påvises kemisk i fæces.

## Forekomst og årsager
2/3 af blødninger fra mavetarmkanalen stammer fra spiserøret, mavesækken og tolvfingertarmen.
Øvre gastrointestinalblødning: Ulcus (50 %), hæmoragisk gastrit (20 %), oesofagusvaricer (10 %), Mallory-Weiss (7 %) og oesophagitis (6 %). Hos ca. 10 % findes blødningskilden ikke. Hos 20 % er der flere blødningskilder.
Nedre gastrointestinalblødning: Ved en rød mindre blødning er årsagen hyppigst hæmorider (80 %) og hernæst analfissurer (10 %).
En større rød blødning skyldes hyppigst diverticulose (45 %), hernæst angiodysplasier (20 %), colitis (10%), neoplasmer (10%), usikker årsag (10%) og andet (5%)

## Behandling

### Generel strategi
1. Anlæg to intravenøse adgange
2. Mål blodtryk og puls hver 15.-30. minut ved svær blødning og ver 1-2. time ved mindre blødning.
3. Tag blodprøver til blodtype og BAC-test.
4. Øvrige blodprøver: Hæmoglobin, INR, trombocytter, elektrolytter (natrium og kalium), kreatinin, karbamid, albumin evt. leverprøver. Hæmoglobin kontrolleres efter 6 timer.
5. Blodvolumen genoprettes: Isotonisk saltvandsinfusion (1-2 liter) startes og infunderes under 30 minutter. Ved manglende effekt (fortsat lavt blodtryk) gives yderligere 1 liter eller 1/2-1 liter Kolloid fx Voluven(R). Fortsat ingen effekt gives blod (SAG-M 0 rhesus negativt blod), indtil blod med fuldt forlig kan skaffes.
6. Ilt på næsekateter eller maske.
7. Ventrikelsonde.
8. Ved lavt blodtryk eller manglende vandladning måles timediureser. Der laves væskeregnskab.
9. Patienten skal faste mhp. endoskopi.
10. Der gives intravenøs PPI (protonpumpehæmmer) 80 mg x 1.
11. Gastroskopi: Rød hæmatemese eller kaffegrumshæmatemese + melæna eller hæmodynamisk påvirket (puls > 100, systolisk blodtryk < 100) skal gastroskoperes inden for 3 timer. Der gives Cyklokapron 1 g x 4 i.v. (ikke indiceret ved variceblødning). 
 Patienter, der ikke er hæmodynamisk påvirkede med kaffegrumshæmatemese eller melæna gastroskoperes inden for 48 timer. Hvis det er en risikopatient (alder > 65 år eller betydende medicinsk komorbiditet eller hæmoglobin < 6) indenfor 24 timer.
 Gastroskopi foretages også ved nedre blødning og er denne negativ foretages sigmoideoskopi eller bedst koloskopi.
12. Er der mistanke om variceblødning gives der akut i.v. terlipressin (Glyressin(R)) 2 mg i.v. hver 4. time.

| Sygdom | Spire Denne artikel om sygdom er en spire som bør udbygges. Du er velkommen til at hjælpe Wikipedia ved at udvide den. |